# Oreorchis porphyranthes
Oreorchis porphyranthes là một loài thực vật có hoa trong họ Lan. Loài này được Tuyama mô tả khoa học đầu tiên năm 1975.